# Kallbrunna skogvaktarboställe

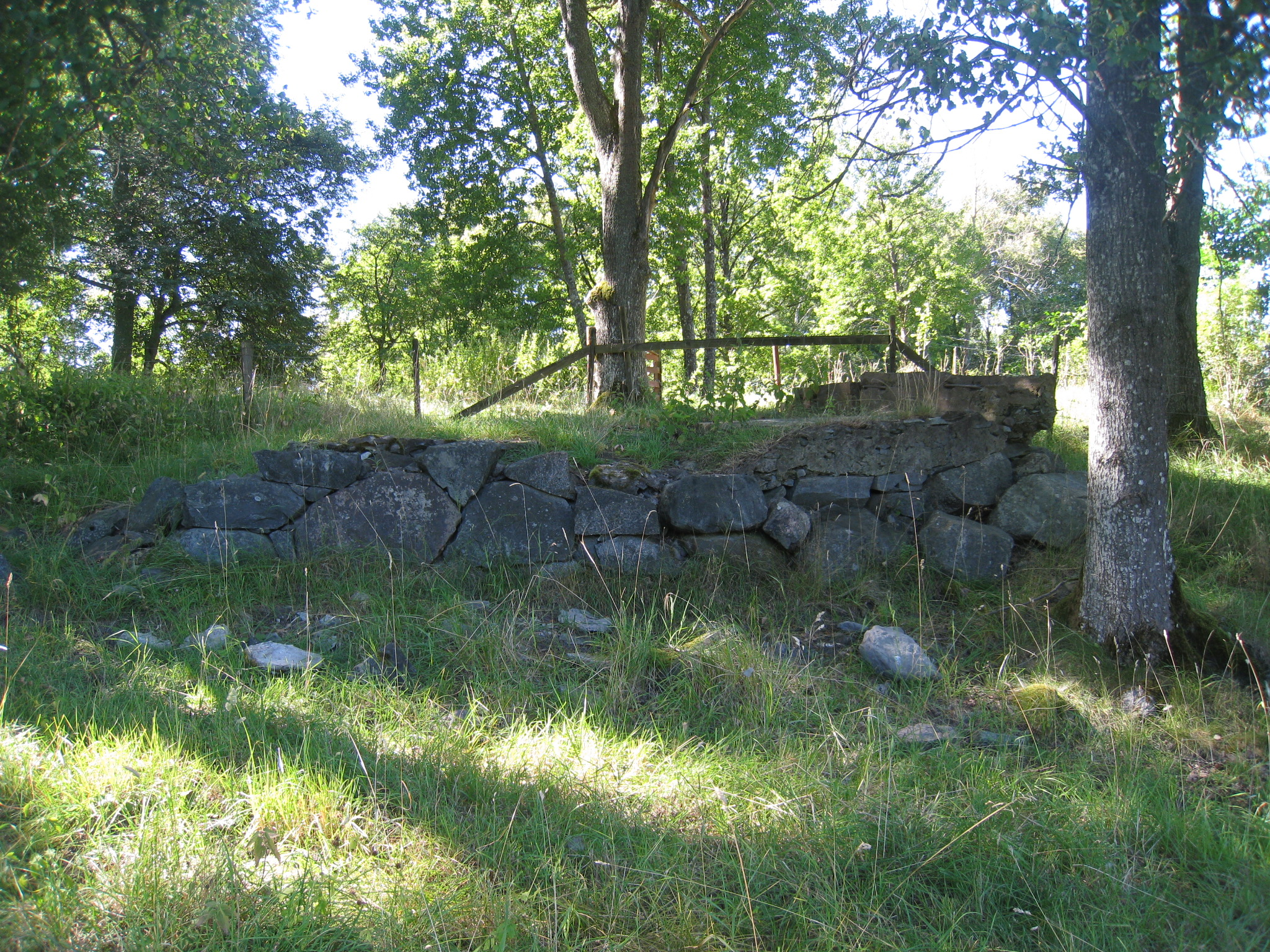
Husgrunden till Kallbrunna skogvaktarboställe.

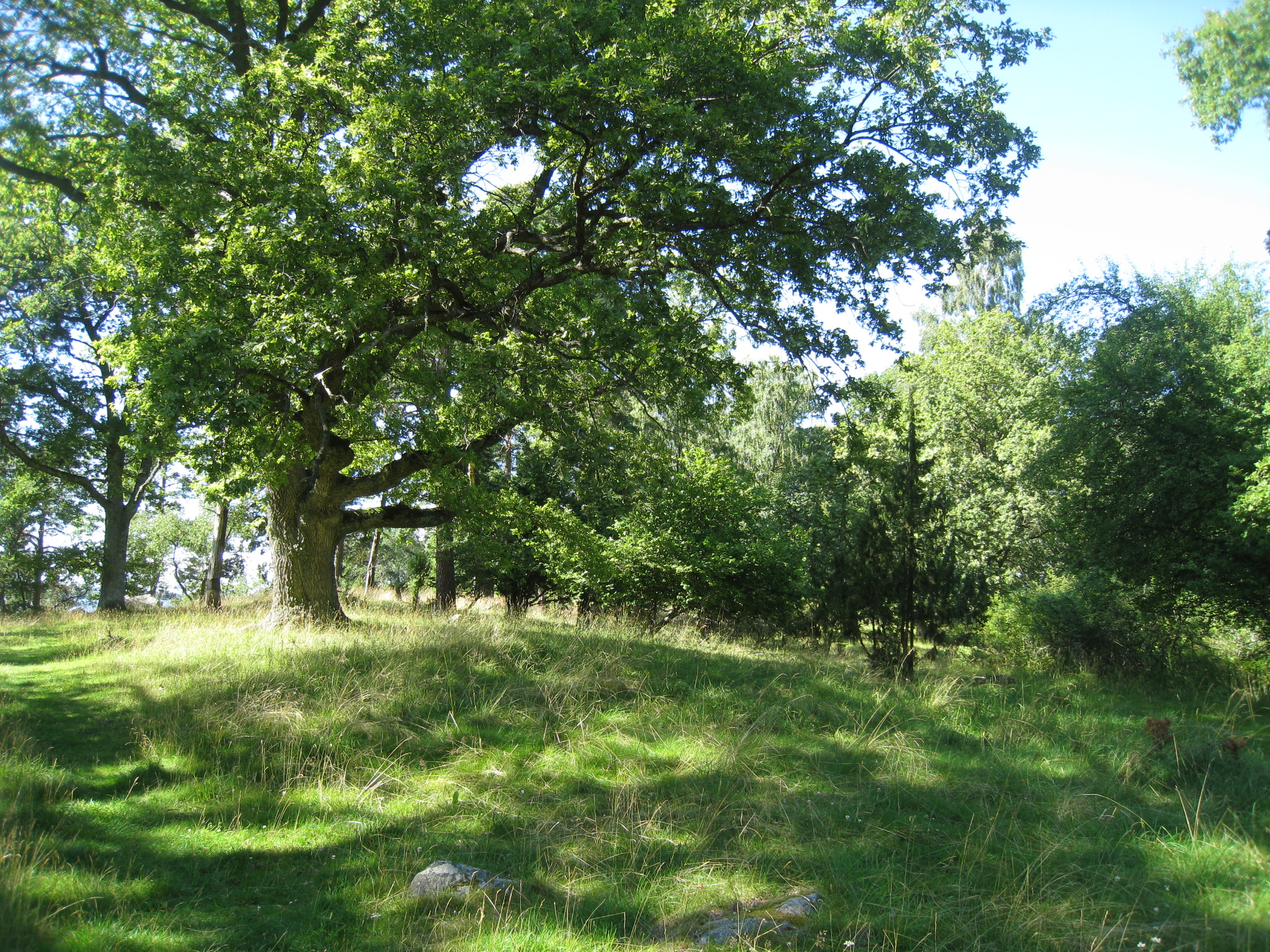
Ekar vid Kallbrunna i Hummelmora hage.

Kallbrunna eller Kallebrunde var ett torp och skogvaktarboställe i Hummelmora hage i Järfälla socken, Stockholms län, som uppfördes under 1690-talet. Det låg inom det som idag är Görvälns naturreservat. Nu finns det inte kvar några byggnader vid Kallbrunna, som låg cirka 250 m sydöst om Hummelmora torp och cirka 300 m norr om Sandvik, invid vägen Sandvik-Skäftinge, på det område som nu också kallas Hummelmora hage.
Första gången som namnet Kallbrunna nämns i jordeboken var 1538 och det var då en frälsegård. Fram till slutet av 1500-talet brukades denna gård, men sedan försvann den ur jordeböckerna. Denna äldre gård låg troligen väster om Vattenverksvägen och vägen till Sandviks gård, öster om Hummelmora torp, alltså inte på Veddesta skog, utan på Viksjösidan.

## Hummelmora äng
I naturreservatet är det gamla ekarna, som står i Hummelmora hage uppskattningsvis över 600 år gamla. De gamla ekarna där strax norr om Hummelmora äng är naturminnesmärkta och de är således från 1300-talet. Det innebär att när Nils Ryning, som var ägare till Kallbrunna gård, lät slå sin löväng med lie eller skära i juli 1562 hade ekarna där redan skuggat marken i 200 år. Området vid lövängen var trädbeväxt och brukades till slåtter eller vallskörd. Vallodlingen skulle ge skörd av hö. Avverkningen av det höga gräset var för att få hö till foder till nötkreaturen, hästarna och fåren. Gräset låg sedan och torkade på plats, ofta uppsatt på hässja eller i volme, och blev hö. Marken som brukades som äng var inhägnad och djuren hölls utanför. På eftersommaren slogs istället ängen med lie för att ge foder till vintern. Marken fick skugga av träden. Med sina djupa rötter drog träden upp näring, som kom örterna tillgodo när löven fälldes varje höst. Från ekarna fick man dessutom ekollon till svinen och nötter från hasselbuskarna och genom hamling, det vill säga beskärning, fick man finare grenar, som sparades till vinterfoder.
Genom en skogvaktare ville man skydda Veddesta skog mot tjuvhuggare från Svartsjölandet. Från 1760-talet användes namnet Kallbrunna i mantalslängderna för skogvaktarbostället. Först år 1775 finns platserna Kallbrunna och Sandviks gård markerade på lantmäterikartor. Båda dessa gårdar ligger då på den utjord till Veddesta gård som kallas Veddesta skog och vars omfattning var nästan identisk med den 1935 bildade fastigheten Sandvik 4:1. På 1770-talet var både Kallbrunna och Sandvik att betrakta mera som torp än som gårdar i egentlig bemärkelse. På 1870-talet beboddes torpet av både skogvaktare och torpare. I mantalslängden 1880 är den sista anteckningen om platsen. Under 1860- och 1870-talen kallas platsen Kallbrunna.

## Kallbrunna torp och Kallbrunna äng

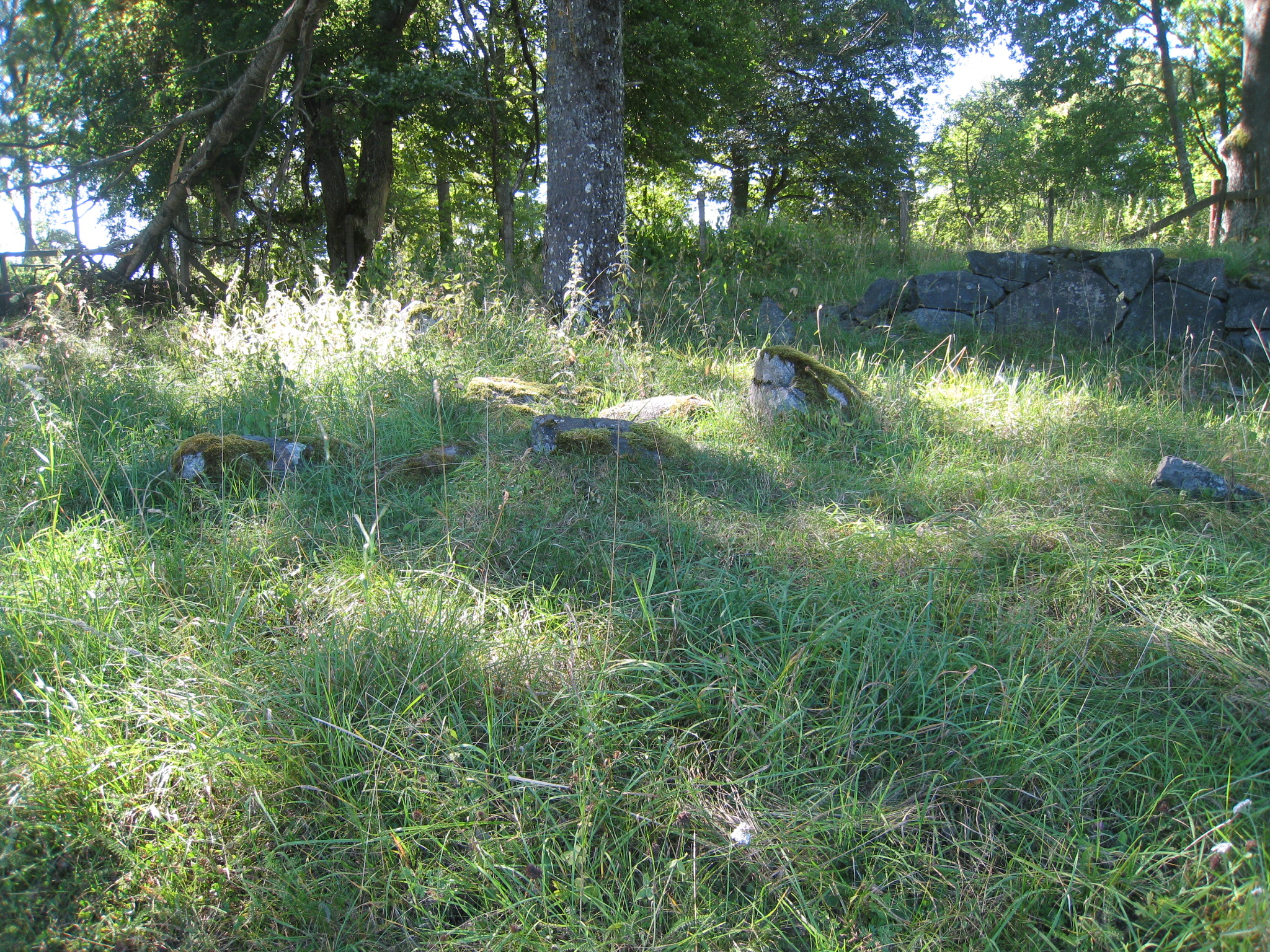
På platsen vid skogvaktarbostället finns en husgrund med ett spisröse längs den sydvästgra långsidan.

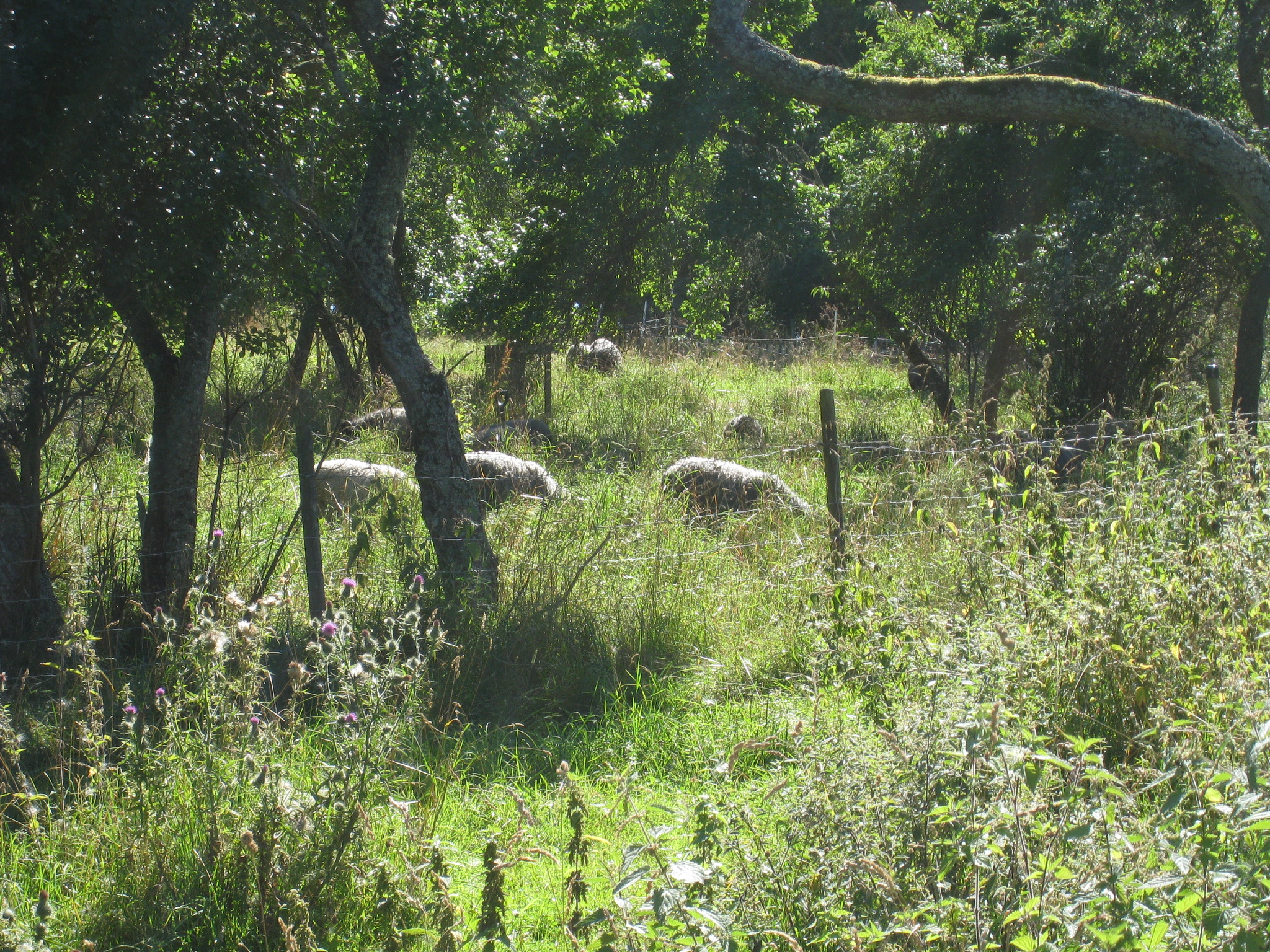
Betande får nära Hummelmora torp i Hummelmora hage.

Kallbrunna torpplats låg cirka 300 m från P-platsen vid Vattenverksvägen. Kallbrunna var av och till bebott fram till 1879. Några byggnader finns inte längre kvar vid Kallbrunna, som låg cirka 250 m sydöst om Hummelmora torp och cirka 300 m norr om Sandviks gård, invid vägen Sandvik-Skäftinge, på det område som nu också kallas Hummelmora hage. Vid torpplatsen finns en stensamling, som kan vara efter spisröset eller skorstensstocken. Om 1500-talsgården Kallbrunna låg på samma plats vet man inte. Här låg på 1500-talet en gård, som tycks ha försvunnit i slutet av århundradet. Hundra år senare tillhörde området Veddesta gård, dit Sandvik också hörde. Gränsen mellan Veddesta och Viksjö gick genom Hummelmora hage eller Kallbrunna äng, som den förr kallades.
På platsen finns en 7 x 4,5 m stor husgrund med ett spisröse 2 x 2 m längs den sydvästra långsidan, enligt fornminnesinventeringen 1980. På platsen växer ett par små buskar.
Namnet Kallbrunna nämns första gången 1538 i jordeboken. Det är då en frälsegård. Denna gård brukas fram till 1500-talet, men försvinner sedan ur jordeböckerna. Denna äldre gård låg troligen väster om Vattenverksvägen och vägen till Sandvik, öster om Hummelmora torp, alltså inte på Veddesta skog, utan på Viksjösidan.

## Historik

### 1500-talet

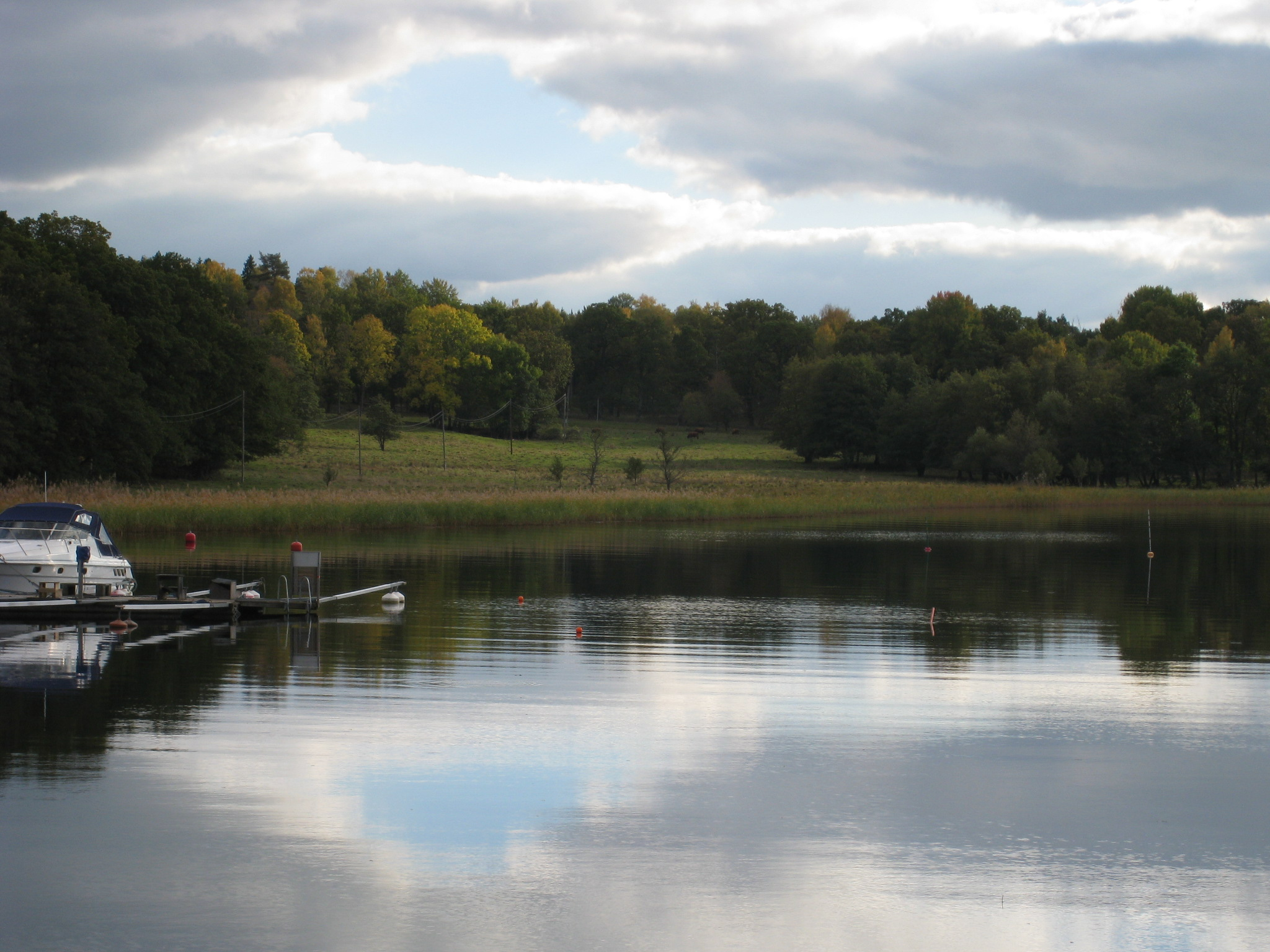
Vy över Hummelmora hage, eller Kallbrunna äng, som den också kallas, från ön Koffsan.

Kallbrunna är avsevärt äldre än från 1700-talet, vilket framgår av 1500-talets jordeböcker och övriga längder. Första gången Kallbrunna namnges i jordeboken är sålunda 1538 med skrivningen Kallebrunde och brukas då av en bonde vid namn Matts, som även står upptagen i jordeböckerna.
Kallbrunna frälsetorp ägdes 1545 av Nils Ryning (1520-1578) enligt Upplands handlingar. År 1494 skiftades arvet efter Gregers Mattsson (Lillie), död 1494, varvid Viksjö och jord i Kallbrunna, Fastebol, Högby, och Vam tillföll sonen Bengt Gregersson (Lillie). 1514 skiftades arvet efter Bengt Gregersson (Lillie), död cirka 1501, varvid dottern Anna Bengtsdotter (Lillie), gift med Erik Ryning, far till Nils Ryning ärvde Viksjö gård och jord i Kallbrunna, Fastebol, Högby, och Vam i Järfälla. Nils Ryning var 1545 också ägare till frälsetorpet Bredgården, som ligger invid Översjön.
Kallbrunna utgjorde ¼ hemman. År 1545 ägdes Kallbrunna av friherre Nils Ryning (1520-1578), far till riksamiralen och riksmarsken Axel Nilsson Ryning (1552-1620), och är således frälsegård. Ännu enligt 1562 års frälse- och rusttjänstlängd ägde Nils Ryning gården, som ska erlägga 2 mark i avradspenningar, göra 6 dagsverken och motta 4 hästar till utfodring. Dessa äldsta belägg visar att Kallbrunna varit en självständig gård och att den vid denna tid inte låg under Veddesta, som ju är skattegård, utan i stället hör till det ryningska gårdskomplexet i Järfälla dit även de båda gårdarna i Viksjö samt Högby, Fastebol, Vam och Vålberga räknas. Om detta äldre Kallbrunna legat på samma plats som det senare Kallbrunna är ovisst. I 1589 års jordebok anges att Högby består av två gårdar, som redovisas i jordeböckerna till och med 1614. Dessa brukas en tid av var sin brukare och en tid under samma brukare. Samtidigt som Högby i jordeboken 1589 utökats från en till två gårdar försvinner gården Kallbrunna ur jordeboken. Vid denna tid har såväl Högby som Kallbrunna samma ägare, Nils Eriksson Ryning.
Kallbrunna upptas fortfarande i jordeböckerna 1571-1581, men inte i jordeboken 1589. Det är tvivelaktigt om detta motsvarar någon bebyggelse vid Kallbrunna, eftersom gården redan saknas i de tiondelängder som finns bevarade från 1570-talet.

### 1600-talet

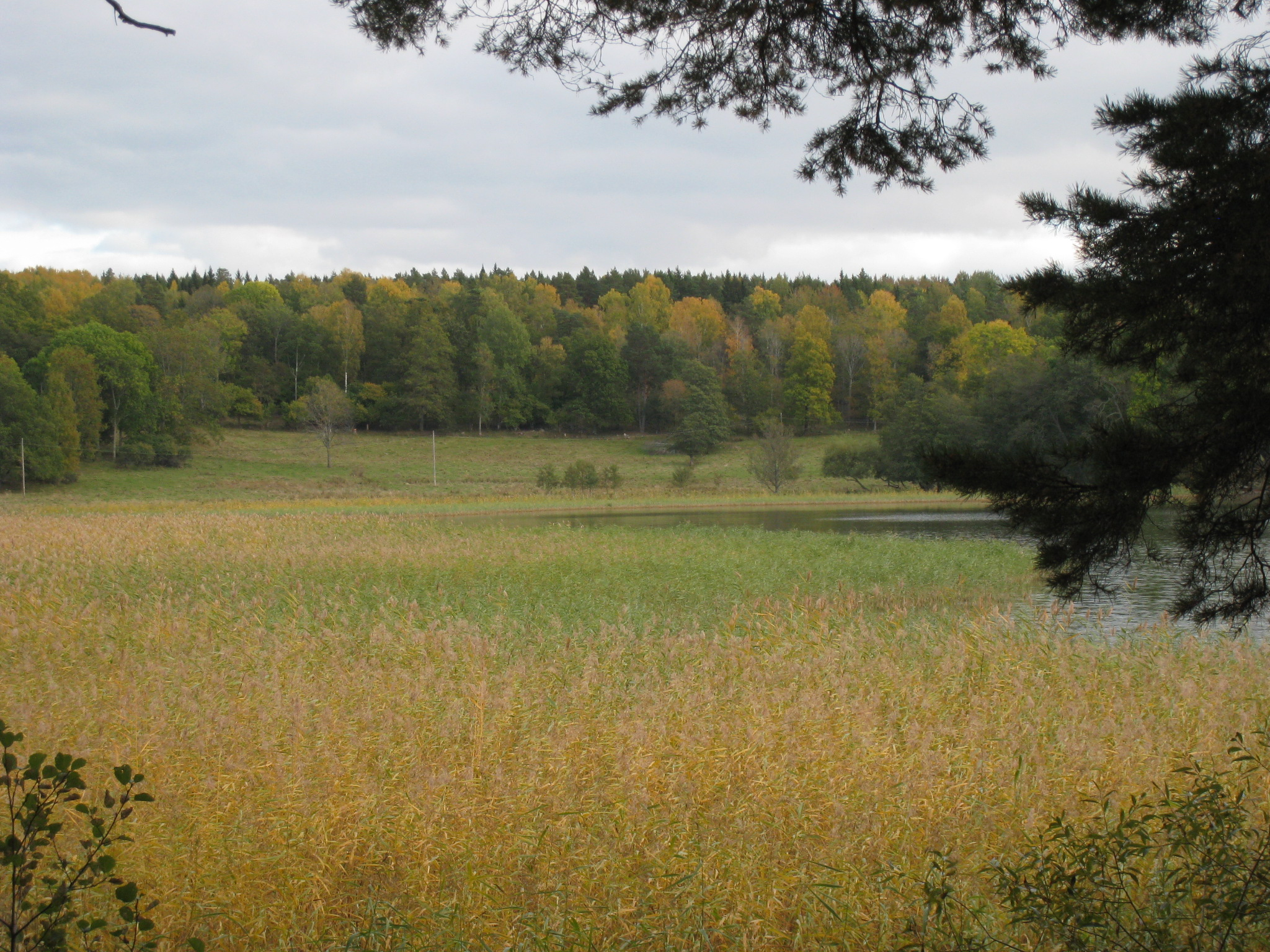
Vy över Hummelmora hage från Skäftingeholmen.

Det finns ingen bebyggelse markerad på den plats där Kallbrunna sedermera kom att ligga på 1690 års karta över Veddesta skog, som då hade i huvudsak samma gränser som i senare tid. 
Från 1690-talets mitt fanns det emellertid funnits där, ty på hösttinget 1699 begärde Jonas Falk, bokhållare till Brita Cruus af Gudhem (1641-1716). Jonas Falk låg på Brita Cruus vägnar i process om jordäganderätten till Veddesta, att få intyg huruvida det ansågs nödvändigt för skogens bevarande med det skogvaktartorp han på egen bekostnad för några år sedan låtit uppbygga på Veddesta skog invid Mälaren. På detta svarade häradsrätten ja, ty folket på Svartsjölandet tog förut mycket skog från Veddesta. Vid vintertinget 1702 namnges också Kallbrunna som bostad för skogvaktare i samband med en anklagelse från Jonas Falk mot Lövstabönderna för olovligt skogshygge på Veddesta skog.

### 1700-talet

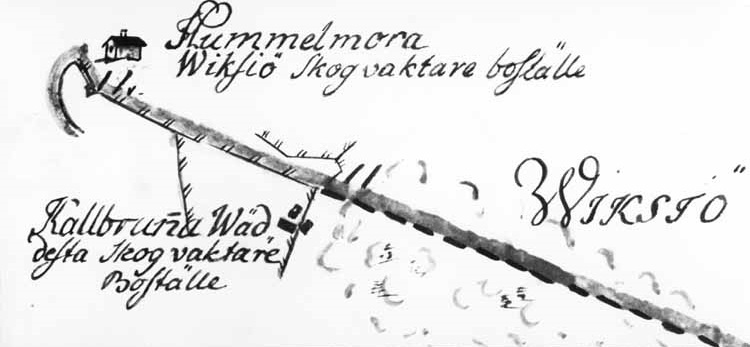
Kallbrunna Veddesta skogvaktarboställe, del av karta över Veddesta skog från 1775 av lantmätaren Gabriel Boding, som utmärker Kallbrunna med tre byggnader i plan, Veddesta skog utan byggnad (Sandvik) och utanför kartan Torpet Hummelmora med en byggnad ej i plan.
Kallbrunna utmärks som Veddesta skogvaktarboställe och Hummelmora som Viksjö skogvaktarboställe.

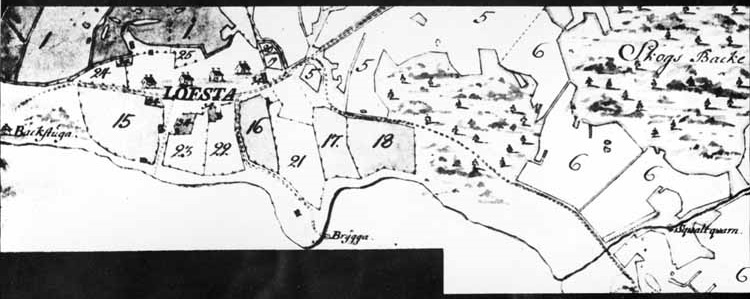
Lövsta gård och Lövsta vattenkvarn. Del av karta över Lövsta från 1751-1752. Författare lantmätare Gabriel Boding. Lövsta vattenkvarn är markerad i kartans nedre högra hörn. Mellan vattenkvarnen och själva Lövsta by ligger nu Stockholms stads renhållningsverk.

Namnet Kallbrunna dyker upp fört på 1700-talet i kyrkoböckerna. Av död- och begravningsboken 1736 framgår således att en gammal mjölnare, som borr vid Kallbrunna, avlider. Inte förrän på 1760-talt namnges Kallbrunna i mantalslängderna, men redan i mantalslängden 1733 är platsen, under namn av Skogvaktartorp, bebodd av Veddesta skogvaktare Jan Persson. Från 1730-talets slut till 1760-talets början anges torpet stå öde, men enligt omnämnanden i kyrkoböckerna borde det ha varit bebott även under denna tid. I mantalslängderna skrivs som sagt platsen Kallbrunna från 1760-talet och den är fortfarande boplats för skogvaktare. På kartan över Veddesta skog 1775 beskrivs Kallbrunna direkt som Veddesta skogvaktarboställle. Stället ligger omedelbart intill gränsen mot Viksjö, mellan Sandvik och Hummelmora, som för övrigt på kartan 1775 är betecknat som Viksjö skogvaktarboställe. På en senare karta över Veddesta skog 1788 markerfas fortfarande bebyggelse vid Kallbrunna. Enligt beskrivningen hör till skogvaktarbostället endast den omkringliggande så kallade Kallbrunna äng. Detta ängsområde utgör 2 tunnland 31 kappland och består av hårdvall. Brita Cruus var gift med Jakob Lilliehöök (1633-1657), major och friherre, och dotter till kammarrådet och krigskommissarien Johan Jespersson Cruus af Harfvila (1617-1644). Från 1760-talet används namnet Kallbrunna i mantalslängderna för skogvaktarbostället. I mantalslängderna upptas Kallbrunna sporadiskt till 1790-talets mitt, men anges oftast som brukat till Veddesta eller Sandvik.
Kartan över Veddesta skog 1775 visar att Hummelmora torp under senare delen av 1700-talet blev Viksjö skogvaktarboställe.
Kartan över Veddesta skog från 1775 av Gabriel Boding är orienterad norr-söder. Original i Lantmäteristyrelsens arkiv. Kartan utmärker Kallbrunna med tre byggnader i plan, Veddesta skog utan byggnad (Sandvik) och utanför kartan Torpet Hummelmora med en byggnad ej i plan. Kallbrunna utmärks som Veddesta skogvaktarboställe och Hummelmora som Viksjö skogvaktarboställe. Den diagonalt gående breda mörka linjen markerar gränsen mellan Veddesta skog och Viksjö. Den korta bågformade delen av denna mörka linje i kartans övre vänstra hörn utmärker mälarstranden. De tre mörka rektanglarna omedelbart till höger om texten "Kallbrunna Wäddesta Skogvaktare Boställe" markerar bebyggelsen vid Kallbrunna, medan bebyggelsen vid Hummelmora markerats enligt det äldre sättet med att enbart utrita en stuga. Bebyggelsen vid Kallbrunna är som synes vid denna tid rätt obetydlig.

### 1800-talet
Av spridda notiser i kyrkoböckerna tycks Kallbrunna vara bebott några år in på 1800-talet, dock saknas husförhörslängden 1780-1803. Under beteckningen Kallbrunna äng förekommer platsen åter som bebodd i mantalslängderna 1864-1880 och i husförhörsboken 1860-1879, först av skogvaktare, sedan av torpare som Kallbrunna upptas. Torpet beboddes på 1870-talet av både skogvaktare och torpare. Den sista anteckningen om platsen är i mantalslängden 1880. Under 1860- och 1870-talen kallas platsen Kallbrunna äng.